# 锦天满宫

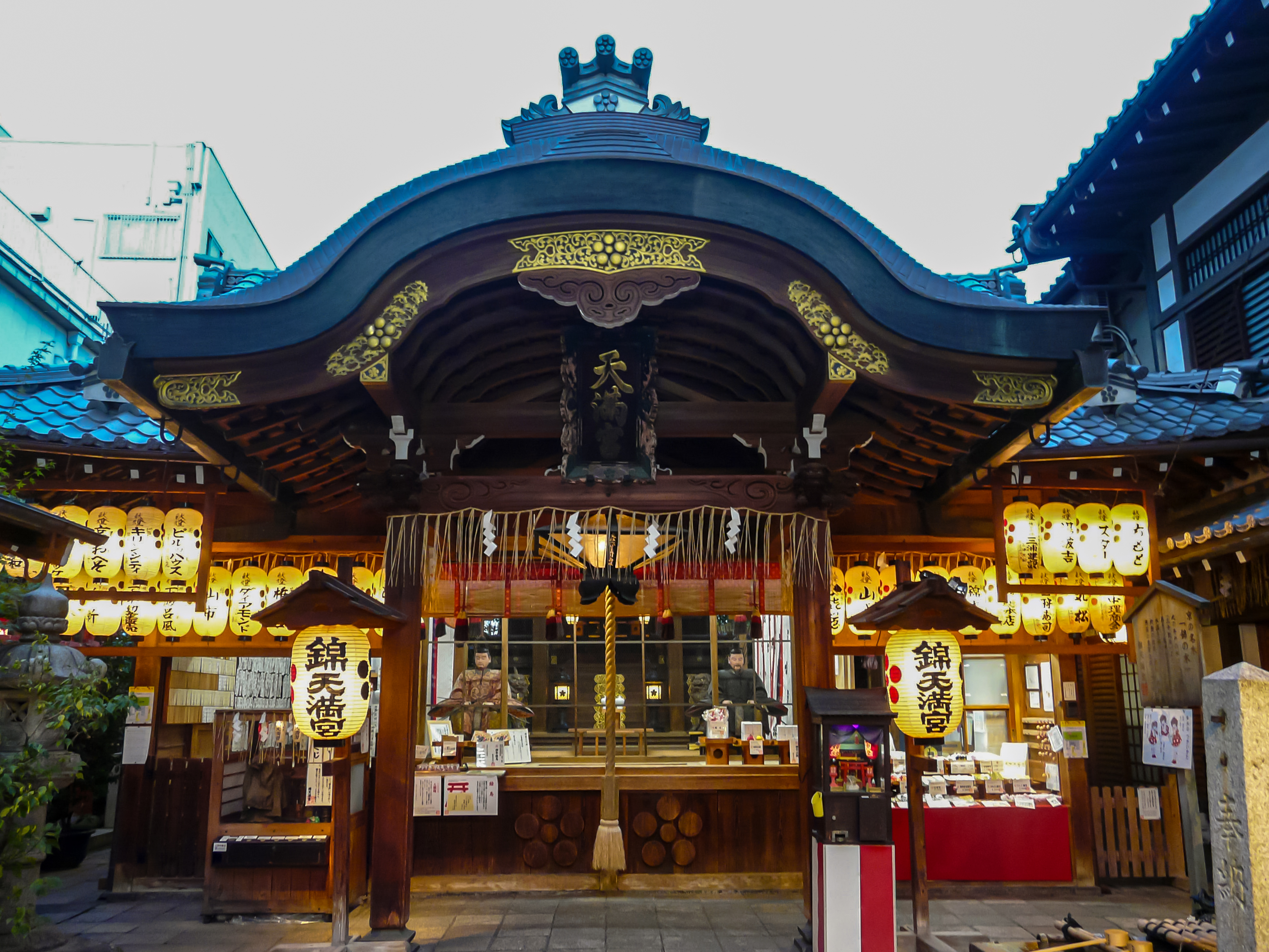
錦天満宮

锦天满宫（にしきてんまんぐう）是日本京都府京都市的一个神社，位于中京区錦小路通新京極通，錦市場以東。祭祀学问之神菅原道真。

## 歴史
锦天满宫創建于長保5年（1003年）。
長保5年（1003年），歡喜寺（位於菅原道真之父菅原是善的舊宅菅原院遺址）被移建到源融的舊宅六條河原院遺址上，並作為鎮守社祀奉天滿天神，形成了天滿宮（菅原院地區建立了菅原院天滿宮神社）。
在正安元年（1299年），時宗六條派的本寺善導寺遷至此地，與原有的歡喜寺合併，更名為六條道場/歡喜光寺。當時，天滿宮仍然作為鎮守社存在。在応仁之亂後，寺院和神社都遷移到高辻烏丸（現今京都市下京區），但在天正15年（1587年），由於豐臣秀吉的都市規劃，寺院和神社遷至錦小路東端（新京極通四條上），最終形成現在的位置。因此，這個地方因所在地名而被稱為“錦天滿宮”。
根據安永9年（1780年）的「都名所圖解」圖，錦天滿宮被描繪為錦天神，比歡喜光寺更壯麗。據稱當時的錦天滿宮境內面積超過1400坪。
1872年（明治5年），根據神佛分離令，錦天滿宮與歡喜光寺分離。然而，歡喜光寺在1907年（明治40年）與位於東山的報國寺合併，並遷至東山區（後來於1975年再次遷至山科區），只有天滿宮留在原地。
現今的社殿於1889年（明治22年）消失，並於1890年（明治23年）重建，但境內變得更小，社殿也比以前更簡樸。
位於寺町和新京極之間的錦小路通的鳥居建於1935年（昭和10年），然而，之後由於未考慮到鳥居上端的兩側，僅依據柱子的位置來確定引道的寬度，導致兩側建起了建築物，部分建築物因此陷入其中。

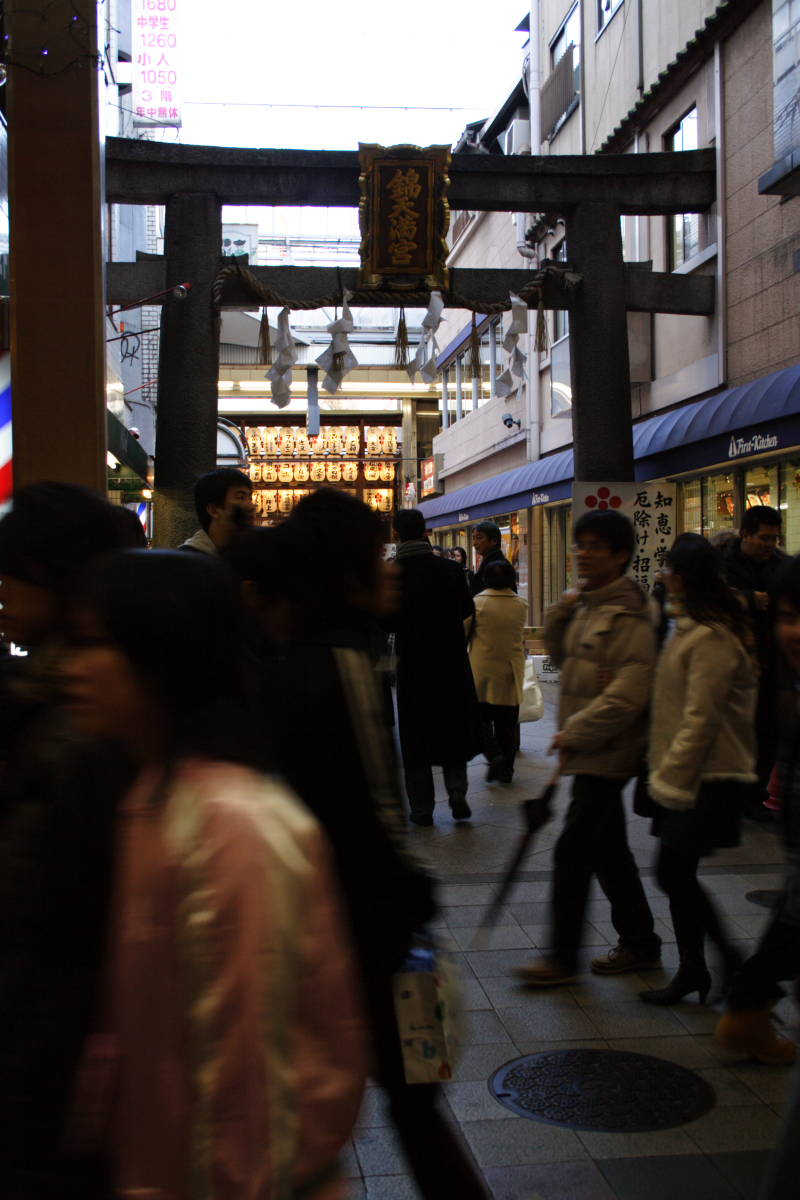
全体像
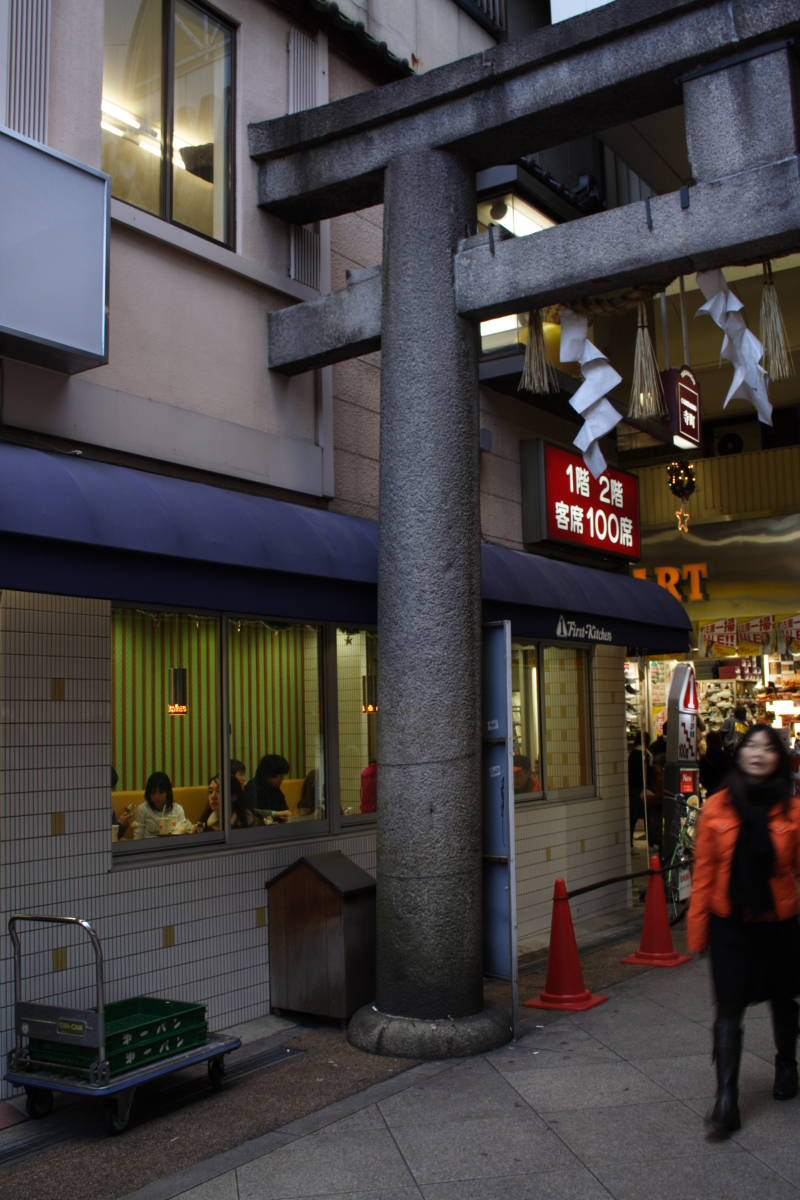
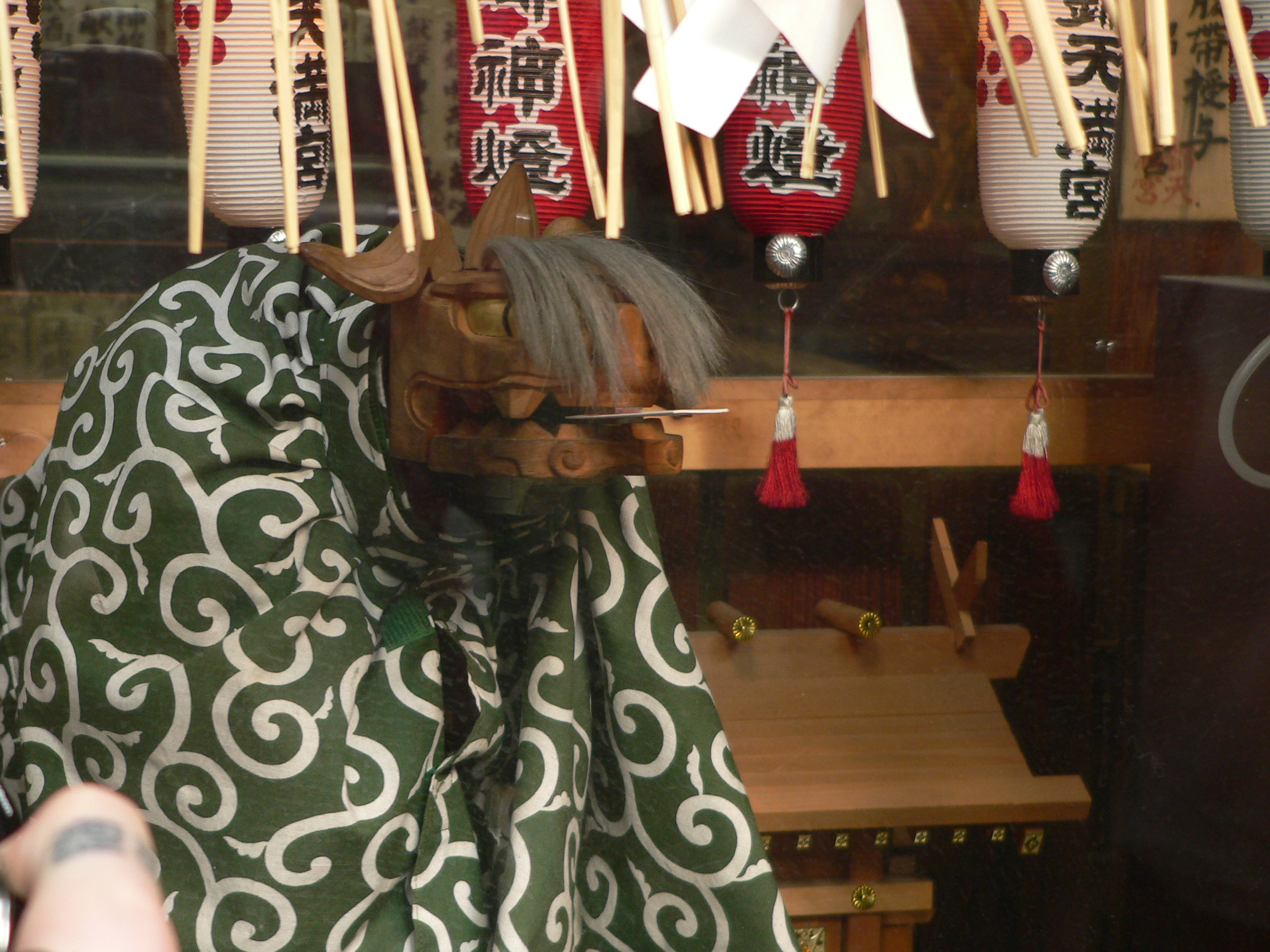
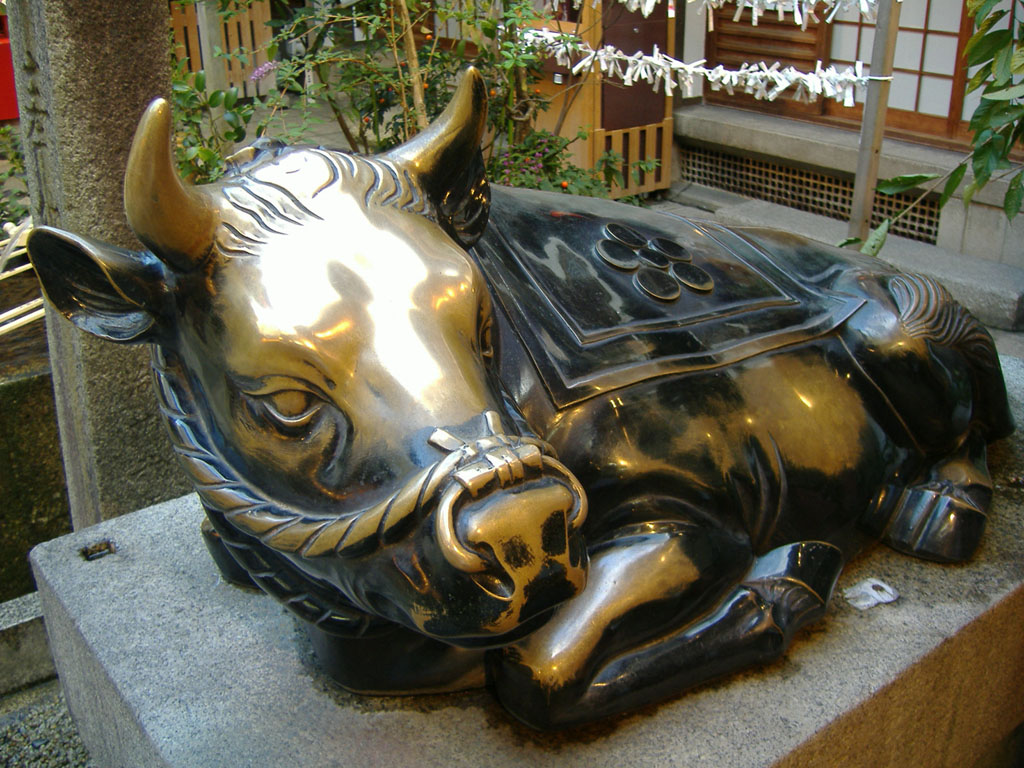
神牛像
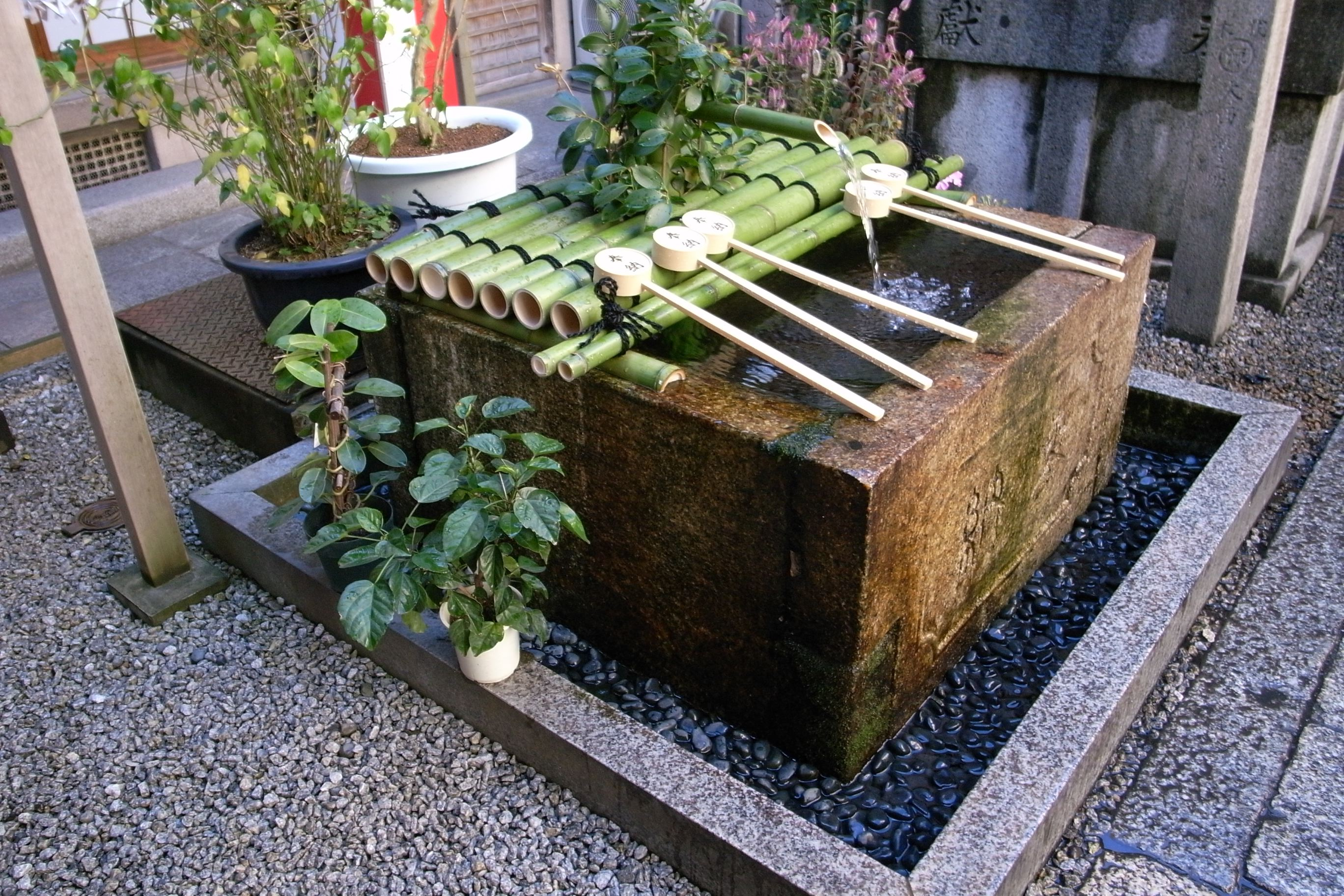